# Geniates incertus
Geniates incertus är en skalbaggsart som beskrevs av Lorenzo Camerano 1878. Geniates incertus ingår i släktet Geniates och familjen Rutelidae. Inga underarter finns listade i Catalogue of Life.